# Hofanlage Padingbütteler Strich 40
Die Hofanlage Padingbütteler Strich 40, nördlich vom Dorf, in der niedersächsischen Gemeinde Wurster Nordseeküste,  Ortschaft Padingbüttel, im Landkreis Cuxhaven stammt vom Anfang des 17. bis 20. Jahrhunderts.
Aktuell (2024) wird sie als Wohnhaus und landwirtschaftlich genutzt.
Die Gebäude stehen unter Denkmalschutz (siehe auch Liste der Baudenkmale in Wurster Nordseeküste).

## Beschreibung
Die Hofanlage besteht aus:
- dem eingeschossigen giebelständigen verklinkerten Wohn- und Wirtschaftsgebäude als Hallenhaus mit Satteldach, im Kern von 1601 (Inschrift), Grootn Door mit Korbbogen aus der Zeit mit skulptierten Sandsteineinfassungen, regionaltypischer Verbretterung im oberen Giebeldreieck, Wohngiebel von 1848 (Inschrift) und um 1900 erneuert und deutlich überformt,[2]
  - dem rechten späteren Stallanbau mit Satteldach,
- dem eingeschossigen südlichen verklinkerten Backhaus von um 1850 mit Satteldach[3]
- sowie den nicht denkmalgeschützten Nebenanlagen.

Das Landesdenkmalamt befand u. a.: „… wegen der geschichtlichen und städtebaulichen Bedeutung aufgrund des orts-, bau- und kunstgeschichtlichen, gebäudetypischen, straßen-, orts- und hofbildprägenden Zeugniswerts …“